# Вайткунас, Эгидиюс
Эгидиюс Вайткунас (лит. Egidijus Vaitkūnas; род. 8 августа 1988, Вильнюс) — литовский футболист, защитник клуба «ФА Шяуляй» и сборной Литвы.

## Клубная карьера
На профессиональном уровне дебютировал в 2008 году, отыграв 7 матчей за «Жальгирис» в чемпионате Литвы. В 2009 году выступал за другие клубы высшей лиги Литвы «Банга» и «Таурас», после чего вернулся в «Жальгирис». В январе 2010 года был на просмотре в луганской «Заре».
В январе 2014 года был отдан в аренду в чешский клуб «Богемианс 1905». В чемпионате Чехии провёл 2 матча: 22 февраля против «Пршибрама» и 1 марта против пражской «Спарты». В феврале 2018 года подписал контракт с клубом «Минск».

## Карьера в сборной
Дебютировал за сборную Литвы 29 мая 2012 года в товарищеском матче со сборной России, однако этот матч не был признан ФИФА. В июне того же года Вайткунас принимал участие в Кубке Балтии, где сыграл в двух матчах.